# 페르닐레 스키페르

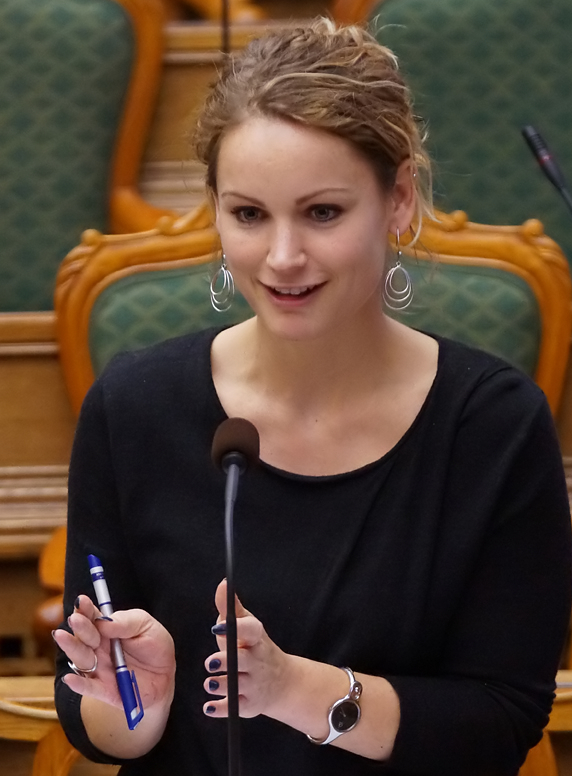
페르닐레 스키페르

페르닐레 스키페르(덴마크어: Pernille Skipper, 1984년 7월 10일 ~ )는 덴마크의 정치인으로 현직 국회의원이다. 2016년 요하네 슈미트닐센의 뒤를 이어 적녹동맹의 대변인으로 선출되었다.
학창 시절 학생 정치활동을 여럿 해 본 적이 있으며, 고등학교 때 학생회장을, 코펜하겐 대학교 시절 학생부회장을 맡은 경험이 있다. 2001년부터 적녹동맹의 당원이며, 2011년 국회의원으로 처음 당선되었다. 2013년부터 슈미트닐센의 후계자로 점쳐지기 시작했으며, 2016년 당 대변인으로 임명되었다.